# بناء شبكات الاعتدال الإسلامي
بناء شبكات الاعتدال الإسلامي: كتاب من سلسلة تقارير مؤسسة راند، صدرت الترجمة العربية منه عن دار تنوير للنشر والإعلام عام 2015م.

## ملخص للكتاب
أصدرت مؤسسة راند الأمريكية تقريراً بعنوان Muslim Moderate Building Networks، وقد صدرت الترجمة العربية له عن دار تنوير للنشر والإعلام، يقدم هذا التقرير توصيات محددة لمتخذي القرار في الحكومة الأمريكية أن تعتمد على الخبرات السابقة أثناء الحرب الباردة في مواجهة المد الفكري الشيوعي، وأن تستفيد من تلك الخبرات في مواجهة التيار الإسلامي المعاصر. ويوصي التقرير أن تدعم الإدارة الأمريكية إنشاء شبكات وجماعات تمثل التيار العلماني والليبرالي في العالم الإسلامي؛ لكي تتصدى تلك الشبكات والجماعات لأفكار وأطروحات التيارات الإسلامية التي يصنفها التقرير بالمجمل بأنها (تيارات متطرفة)، كما يؤكد هذا التقرير على الحاجة لأن يكون مفهوم الاعتدال ومواصفاته مفاهيم أمريكية غربية، وليست مفاهيم إسلامية، وأن يكون هناك اختبار للاعتدال بالمفهوم الأمريكي يتم من خلاله تحديد من تعمل معهم الإدارة الأمريكية وتدعمهم في مقابل من تحاربهم وتحاول تحجيم نجاحاتهم.

## تعريف بالكتاب
تُعتبر مؤسسة راند أحد أهم مراكز الدراسات الإستراتيجيّة الأمريكيّة، ويعدُّها البعض العقل الإستراتيجي الأميريكي. وهي الذراع البحثي شبه الرسمي للإدارة الأمريكيّة، والبنتاغون بوجهٍ خاص. وفي إطار الجهود الأمريكيّة لإعادة رسم الخريطة السياسيّة والاقتصاديّة للعالم الإسلامي بعد 11 سبتمبر 2001؛ صدرت هذه الدراسة، استكمالًا لسابقتها التي صدرت ترجمتها العربيّة عن نفس الناشر؛ بعنوان: الإسلام الديمقراطي المدني.
يرى المؤلفون أن التأويلات الدوغمائيّة والراديكاليّة للإسلام قد اكتسبت شعبيّة في العديد من المجتمعات المسلمة، وذلك من خلال شبكات الإسلاميين التي تُغطي بلدان المسلمين وتجمُّعاتهم المهاجرة إلى أميركا الشمالية وأوروبا. وبرغم أن المعتدلين أغلبيّة في العالم الإسلامي؛ إلا أنهُم لم يُطوِّروا شبكات مماثلة أو منابر لتحمل رسائلهم، وتكفُل لهم الحماية عند استهدافهم.
وبخبرتها المعتبرة في بناء ودعم وتمويل شبكات من الأفراد المؤمنين بالأفكار الحرة والديمقراطية خلال الحرب الباردة، فإن الولايات المتحدة ترى من واجبها الاضطلاع بدورٍ محوريٍّ في تقديم الدعم للمسلمين «المعتدلين». ومؤلفو الكتاب يقبسون الدروس من تجربة بناء الولايات المتحدة للشبكات الحليفة إبّان الحرب الباردة، ويسعون لتقييم مدى موافقتها للوضع الحالي في العالم الإسلامي، ومن ثمّ تقييم فعالية خطط وبرامج الحكومة الأمريكية في التعامُل مع العالم الإسلامي، وتطوير «خارطة طريق» تؤدي لإنشاء شبكات اعتدال إسلامي.
وهذه الدراسة موجّهة بالأصل لصانع القرار الأميريكي؛ لاستكمال البُعد المعرفي للسياسات الأمريكية في مواجهة التطرُّف الإسلامي. فهي تؤصِّل لواقع سياسي، ولا تستبقه بالتنظير. فيجب قراءتها في هذا السياق، والانتباه إلى أن المصطلح المستخدم ليس مُطلقًا؛ بل هو يُعبِّرُ عن رؤيةٍ مُتحيّزةٍ بطبيعتها لإمبرياليّة معرفيّة، تسعى لتشكيل الآخر المسلم وفقًا لتصوّراتها الخاصة، والتي تُسبغ عليها مُطلقيّةً معرفيّةً وإنسانيّةً.

## المؤلفون
شيريل بينارد: روائية وكاتبة نسويّة، وباحثة مُتخصصة في العلوم السياسيّة. مُهتمة بـالشرق الأوسط وأفغانستان وتمكين المرأة و«علمنة الإسلام». لها مؤلفات نسويّة بالألمانية، وروايتان باللغة الإنكليزية. كانت أحد أهم محللي مؤسسة راند البحثية حتى عام 2009. تخرَّجت في الجامعة الأميريكية ببيروت، ونالت درجة الدكتوراة من جامعة فيينا. وهي زوجة زلماي خليل زاد؛ المبعوث الأمريكي السابق للأمم المتحدة، وسفيرها في كل من أفغانستان والعراق.
أنجيل راباسا: نال درجة الدكتوراة في التاريخ من جامعة هارفرد. وعمل في وزارتي الخارجيّة والدفاع الأمريكيّتين قبل التحاقه بمؤسسة راند، ليُصبح أحد الباحثين الرئيسيين بها. وقد كتب بتوسُّع عن التطرُّف والإرهاب وحركات التمرُّد «الإسلامية». وهو الباحث الرئيس في عدّة دراسات أصدرتها مؤسسة راند؛ منها: «العالم الإسلامي بعد 11 سبتمبر؛ 2004»، وجُزْءا الدراسة المحوريّة:«ما بعد تنظيم القاعدة؛ 2006»، و«صعود الإسلام السياسي في تركيا؛ 2008»، وصولًا إلى «الإسلام الراديكالي في شرق أفريقيا؛ 2009»، و«دمج الإسلاميين المتطرفين في محور الاعتدال؛ 2009». وقد أنهى مؤخرًا دراسته لأنماط الإرهاب والراديكاليّة الإسلاميّة في أوروبا، ومتفرّغ الآن لمشروع بحثي عن «تدجين الإسلاميين المتطرّفين».
لويل شوارتز: باحث بقسم دراسات الحرب في كِنجز كولدج لندن، ومحلل سياسات بمؤسسة راند. ومدار أبحاثه: تاريخ الحرب الباردة، والأمن القومي الأمريكي، وإستراتيجيّة الدفاع. وقد عمل سابقًا محللًا للأعمال لدى مُصنِّع الطائرات: بوينج. وهو مؤلف مُشارك في العديد من دراسات مؤسسة راند.
بيتر سيكل: نال درجة الماجستير في الأمن العالمي عام 2003 من جامعة جورج تاون. كان أحد باحثي مؤسسة راند لعدّة شهور، وباحث دكتوراة في حقل العلوم السياسية بـ جامعة جورج واشنطن.

## محتويات الكتاب
جاء كتاب بناء شبكات الاعتدال الإسلامي في عشرة فصول؛ كالتالي:-

### الفصل الأول: مقدمة
تحدث الفصل الأول عن كيفية تحدي الإسلام الراديكالي؛ ذلك الذي اكتسبت تفسيراته المتطرفة والمنغلقة – كما يصفه التقرير- أرضا في كثير من المجتمعات الإسلامية خلال السنوات الأخيرة.
وذكر ما نجح الراديكاليون في إحرازه من إسكات المسلمين المعتدلين، «الذين يشاركوننا في الأبعاد الأساسية للثقافة الديمقراطية»، وما يتميز به الراديكاليون من تنظيم ساعدهم على إنشاء شبكات واسعة كثيفة من العلاقات الدولية.
كما ذكر في تلك المقدمة الشركاء المحتملون للغرب، في الحرب ضد الأيديولوجيات الإسلامية المتطرفة – على حد قولهم- وهم المعتدلون والليبراليون والعلمانيون من المسلمين، الذين يؤمنون بالقيم العالمية التي تقوم عليها جميع المجتمعات الليبرالية الحديثة.

### الفصل الثاني: خبرة الحرب الباردة
تناول الدور الكبير الذي لعبته أمريكا في بناء شبكات الاعتدال في بداية الحرب الباردة، حين خصّصت موارد ضخمة لتمويل عدد من المنظمات القادرة على منافسة المنظمات التي يسيطر عليها الشيوعيون في أوروبا الغربية والعالم الثالث، واليوم هي بإمكانها أن تمارس ذات الاستراتيجيات التكتيكية في حربها العالمية على الإرهاب.

### الفصل الثالث: أوجه الشبه بين الحرب الباردة وتحديات العالم الإسلامي اليوم
تناول ثلاثة أوجه كبيرة للشبه بين بيئة الحرب الباردة، والتحديات التي تواجهها الولايات المتحدة والغرب في العالم الإسلامي هذه الأيام. وتلك التحديات كما ذكرها التقرير هي: مثلما كان الحال أواخر أربعينيات القرن الماضي؛ تواجه الولايات المتحدة الآن بيئة جيو سياسية مُربِكة، ومشبعة بتهديدات أمنية جديدة. وفي أربعينيات القرن الماضي، كان التهديد الآتي من الاتحاد السوفيتي مصحوبا باحتمالات هجوم مدمر بـ الأسلحة النووية. واليوم تواجه الولايات المتحدة وحلفائها تهديد حركة جهادية عالمية موجهة أيديولوجيا وترتكب في هجومها أعمالا إرهابية، وتسعى لقلب النظام العالمي.
ويتمثل التشابه الآخر في الحاجة إلى خلق بيروقراطيات حكومية جديدة وضخمة، لمحاربة هذه التهديدات.

### الفصل الرابع: جهود الولايات المتحدة في القضاء على المد الراديكالي
ويبيّن الفصل الرابع إلى أنّه لا توجد لدى الولايات المتحدة الأمريكية – حتى الآن – إستراتيجية واضحة ورؤية ثابتة للجميع تُحدّد من هم المعتدلون، وأين توجد فرص بناء الشبكات بينهم، وهي بهذا تُعرّض نفسها لثلاثة مخاطر تُشكّل جميعها عقبة في طريق تحقيق البناء الناجح للشبكات:
1- التضليل.
2- الجهود الضائعة بسب التكرار.
3- الفرص الفائتة.
ففي الحالة الأولى: قد تعمل الولايات المتحدة من خلال برامج أو متحاورين تنقصهم المصداقية المطلوبة لمناصرة القيم الليبرالية.
وفي الحالة الثانية: قد تقوم المؤسسات المختلفة بإنفاق الموارد لتحقيق أهداف مكرورة قد تحققت.
وفي الحالة الثالثة: فقد تُعرِّض هذه الجهود الولايات المتحدة للخطر، فقد يكبح المعدل الطبيعيّ للنفور من الخطر لدى البيروقراطيات الحكومية الدعمَ الفعال للمعتدلين الإصلاحيين.

### الفصل الخامس: خارطة طريق لبناء شبكات معتدلة في العالم الإسلامي
وفي هذا الفصل تمّ تحديد سمات المسلمين المعتدلين الذين تحرص الولايات المتحدة على دعمهم والاعتماد عليهم في تحقيق سياساتها تجاه المد الأصولي.
ومن هذه السمات:
1-   الالتزام بمبدأ الديمقراطية كما هي معروفة في التقاليد الليبرالية الغربية.
2-   احترام حقوق النساء والأقلّيات الدينية.
3-   قبول مصادر تشريعية غير طائفية.

### الفصل السادس: الدعامة الأوربية للشبكة
بيّنَ ما تمثله أوربا من مكون أساسي لإنشاء الشبكات الإسلامية المعتدلة لوجود أكبر الجاليات الإسلامية في العالم بها، والمستهدف من تلك الجاليات هم المسلمون المعتدلون.

### الفصل السابع: الدعامة الجنوب شرق آسيوية للشبكة
أوصى على ضرورة أن تتضمن جهود بناء الشبكات، في جنوب شرق آسيا؛ تعاونا بين المنظمات غير الحكومية مع المؤسسة الاندونيسية التقليدية المعتدلة " نهضة العلماء"، بمدارسها الداخلية الخمسة عشر ألفا؛ والمؤسسة المحمدية الحداثية المعتدلة، وشبكة مؤسساتها في مجالات التعليم العالي والتأمين الاجتماعي.

### الفصل الثامن: المكون الشرق أوسطي
أشار إلى أن العقبة الرئيسية أمام بناء شبكات إسلامية معتدلة في الشرق الأوسط هي عدم وجود قاعدة فعلية من الحركات الليبرالية واسعة الانتشار، التي يمكن الربط بينها.

### الفصل التاسع: المسلمون العلمانيون؛ بُعد منسيٌ في حرب الأفكار
يشير إلى ما يغفل عنه الخبراء الغربيون في حرب الأفكار الدائرة في العالم الإسلامي، من افتراض أن المسلمين العلمانيين؛ الذين يعيشون في الشرق الأوسط أو بين الجاليات المسلمة خارجه؛ هم شخصيات هامشية ليس لها تأثير أو جاذبية حقيقية.

### الفصل العاشر: نتائج وتوصيات
وهوعبارة عن نتائج لتلك الدراسة وتوصيات.

## الروابط الخارجية
طالع كتاب بناء شبكات الاعتدال الإسلامي على موقع جود ريدز